# Сепаратизм в Эфиопии
Сепаратизм в Эфиопии — явление, вызванное стремлением ряда этнических групп, компактно проживающих на территории Эфиопии, к образованию независимых национальных государств.

## Эритрейский сепаратизм
В 1890—1941 годах Эритрея являлась колонией Италии, затем — протекторатом Великобритании. В 1950 году ООН приняла решение об объединении Эритреи и Эфиопии в рамках федерации. Решение вступило в силу в 1952 году. Большинство эритрейцев выступало за независимость своей страны, в то время как Эфиопия пыталась лишить её прав, предоставляемых автономией. Сформированный в конце 1950-х годов Фронт освобождения Эритреи (ФОЭ) в сентябре 1961 года начал вооружённую борьбу за независимость. В ответ на это в 1962 году император Эфиопии Хайле Селассие лишил Эритрею прав автономии, распустив её парламент.
В 1988—1991 годах эритрейские партизаны нанесли армии Эфиопии несколько тяжёлых поражений, что совпало с прекращением советской военной помощи Аддис-Абебе. В самой Эфиопии шла гражданская война. В мае 1991 года правительство покинуло страну. Эритрея фактически добилась своей независимости после трёх десятилетий вооружённой борьбы. По соглашению с новым эфиопским правительством в апреле 1993 года в Эритрее был проведён референдум, по итогам которого 24 мая страна официально была провозглашена независимой.

## Сомалийский сепаратизм
Сразу же после провозглашения независимости в 1960 году Сомали выдвинуло территориальные претензии к соседним государствам. Правительство страны опубликовало манифест о воссоздании так называемой «Великой Сомали», в которое должны были войти населённые сомалийцами части Эфиопии, Кении и Джибути. В 1969 году в результате Октябрьской революции к власти пришёл Мохаммед Сиад Барре, провозгласивший курс на построение социализма, что привело к сближению между Сомали и СССР. Однако Барре не отказался от территориальных претензий к соседям.
Одной из территорий, принадлежность которой оспаривала Сомали, была эфиопская провинция Огаден, населённая преимущественно сомалийцами. Претензии привели к тому, что уже в 1964 году между двумя странами произошёл кратковременный пограничный конфликт.
Нестабильностью в Эфиопии воспользовалось Сомали, начавшее оказывать поддержку Фронту освобождения Западного Сомали (ФОЗС). С середины 1970-х Фронт вёл вооружённую борьбу за отделение Огадена от Эфиопии и присоединение его к Сомали.